# Arthur Schroeder
Ludwig Arthur Schroeder, auch Schröder (* 10. November 1875 in Leipzig; † 13. Oktober 1944 in Berlin-Charlottenburg), war ein deutscher Finanzbeamter. Er war von 1932 bis 1934 Präsident des Landesfinanzamtes in Dresden.

## Leben und Wirken
Er war der Sohn von Ernst Ludwig Schröder. Nach dem Besuch des König-Albert-Gymnasiums in Leipzig studierte er Rechte und Volkswirtschaft in Freiburg im Breisgau, München, Berlin und Leipzig. Er absolvierte sein Referendariat in Markranstädt, Meißen und Leipzig und trat zum 1. April 1905 nach erfolgreichem Assessorexamen in die sächsische Zoll- und Steuerverwaltung ein. Dort war er beim Hauptzollamt Zittau tätig und im Anschluss als Finanzassessor in Dresden. Danach leitete Schroeder die Hauptzollämter Annaberg, Zwickau und Leipzig II. Am Ersten Weltkrieg nahm er als Kompanieführer teil. 
In der nach Kriegsende errichteten Reichsfinanzverwaltung war er mehrere Jahre Oberregierungsrat und Personalreferent beim sächsischen Landesfinanzamt in Dresden. 1922 erfolgte seine Berufung in das Reichsfinanzministerium, wo er als Ministerialrat zunächst Referent für verschiedene Verwaltungsreferate und danach Referent in der Abteilung für Verbrauchsteuern war. Mit Wirkung vom 1. Juni 1932 wurde Schroeder zum Präsidenten des Landesfinanzamts Dresden ernannt, wo er 1933 die Machtergreifung der Nationalsozialisten erlebte. Anlässlich von Hitlers Geburtstag 1933 organisierte er eine Kundgebung der Belegschaft und bekannte sich öffentlich zum Reichskanzler. Die lokale SA inhaftierte ihn und weitere höhere Finanzbeamte bei ihrer Auseinandersetzung mit dem Reemtsma-Konzern grundlos wegen angeblichem Steuerbetrug. Staatssekretär Fritz Reinhardt erwirkte deren Freilassung. Ende August 1934 trat Schroeder vorzeitig in den Ruhestand.